# Greensleeves
Pour le label de musique, voir Greensleeves Records.
Clip vidéo
[vidéo] « Greensleeves - English Folk Song », sur YouTube
[vidéo] « Greensleeves to a Ground - Jordi Savall », sur YouTube
[vidéo] « Lindsey Stirling - What Child is This », sur YouTube
Greensleeves (de green : « vert » et sleeve : « manche ») est une célèbre chanson d'amour anglaise traditionnelle du XVIe siècle des débuts de la Renaissance, dédiée à Lady Greensleeves (une « dame aux manches vertes »).

## Histoire

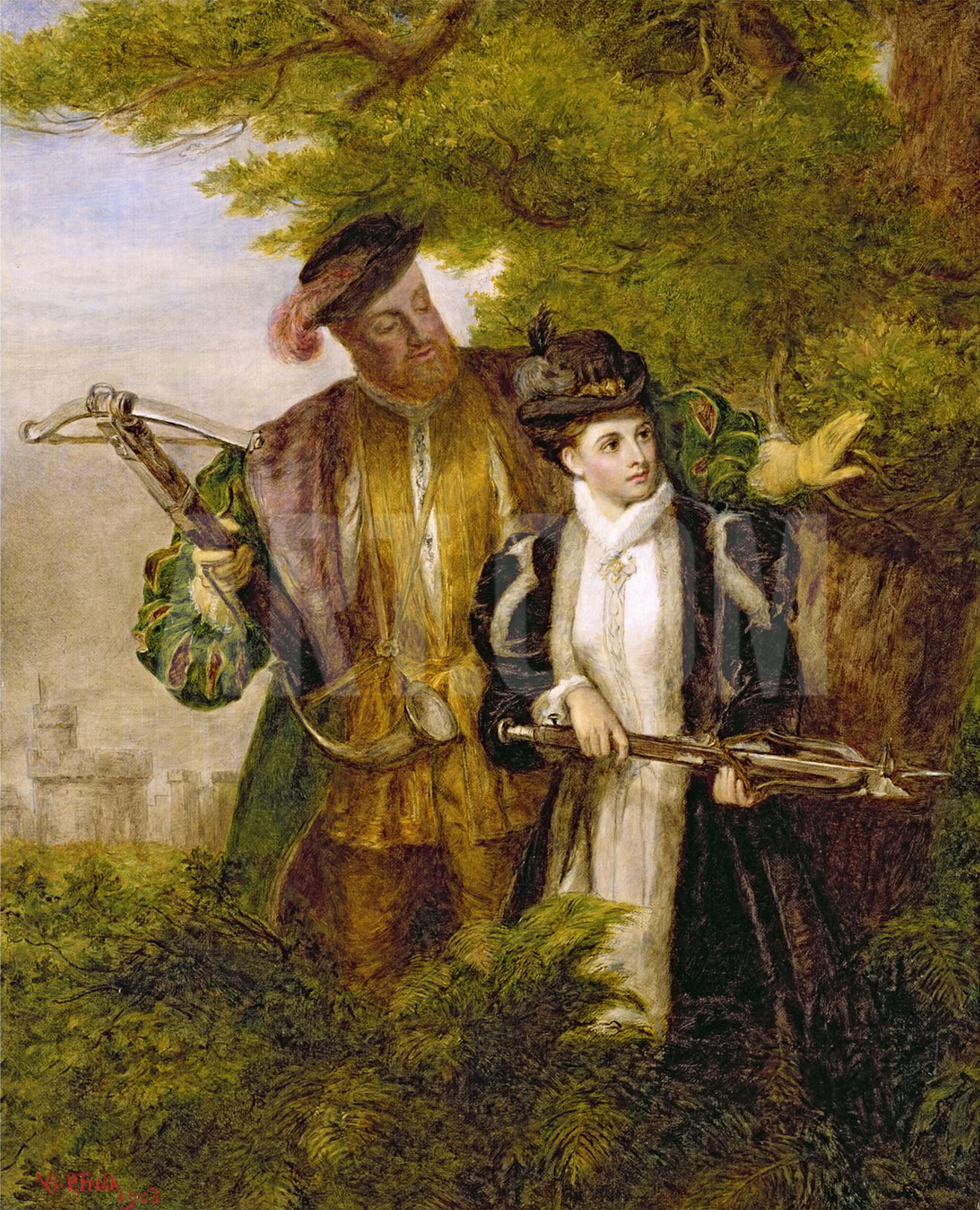
Le roi Henri VIII d'Angleterre et son épouse Anne Boleyn, dans leur parc du château de Windsor (1903).

La légende populaire britannique attribue cette chanson au roi Henri VIII d’Angleterre (1491-1547) sur le thème de ses sentiments amoureux non réciproques pour sa seconde épouse et reine d’Angleterre Anne Boleyn (1501 ou 1507-1536) au moment de la fin du Moyen Âge et du début de la Renaissance anglaise, « Hélas, mon amour, tu me fais une injustice en me repoussant dans une querelle, pendant si longtemps je t'ai été fidèle, plein de bonheur à tes côtés. Greensleeves était toute ma joie, Greensleeves était mon délice, Greensleeves était mon coeur d'or, et qui d'autre que Lady Greensleeves ?... ». Cette chanson devient alors très connue sous l'ère élisabéthaine de la reine Élisabeth Ire d'Angleterre (fille héritière d'Henri VIII et Anne Boleyn).
Cette ballade populaire a probablement circulé sous forme de manuscrit, c'est-à-dire de « copie manuscrite », comme la plupart des musiques populaires de cette époque, bien avant d'être finalement imprimée pour la première fois en 1580 à la Stationers' Company de Londres, sous le titre de A New Northern Ditty of the Lady Greene Sleeves. Il ne subsiste aucun exemplaire original de cette impression, ni aucune trace de son véritable auteur-compositeur.

## Reprises et adaptations

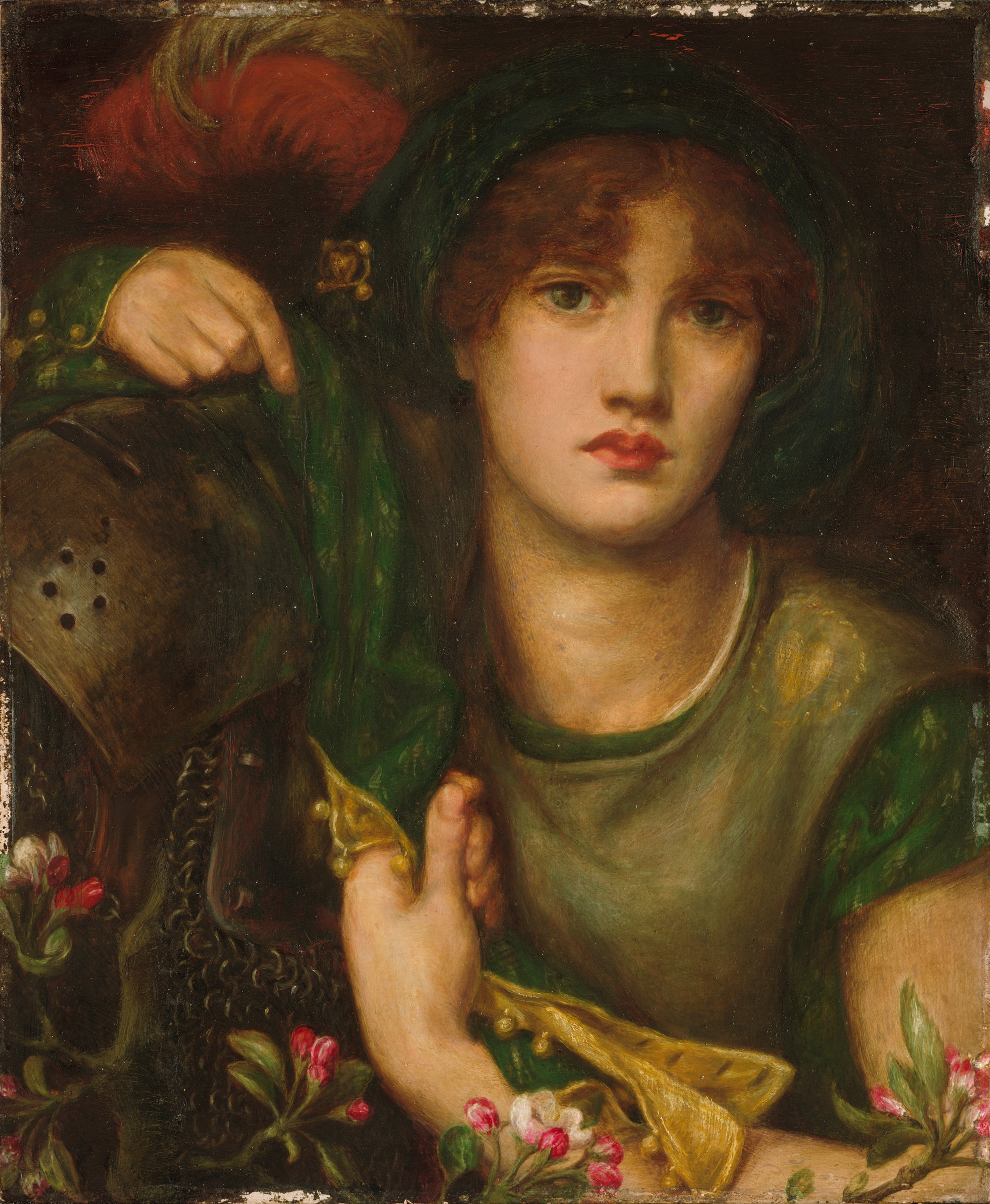
My Lady Greensleeves, du peintre Dante Gabriel Rossetti (1863).

L'auteur anglais William Chatterton Dix (en) adapte cette musique en 1871 avec des paroles de chant de Noël, sous le nom de What Child Is This? (en), traduit en français par Quel est l'enfant ? Il reprend la musique originale avec un pastiche (spirituel, d'inspiration chrétienne) c'est-à-dire un texte différent du texte d'origine, sans aucune idée de caricature. De même pour le chant de l'angélus : Voici que l'Ange Gabriel, et la musique "Vendesha" ou "Vendeja" depandant de la version de la chanson qui date de 1938.

## Musique
Il existe différentes interprétations et variantes, suivant les régions. Le morceau apparaît bien sûr dans différentes tonalités. Les deux premières notes sont souvent données en exemple d'intervalle de tierce mineure, aisément mémorisable.
La cinquième note est généralement bémolisée (tonalité mineure) mais selon les versions et traditions elle est parfois naturelle (tonalité majeure), ou varie au sein du même morceau donnant des accents chromatiques dans la tradition de la musica ficta.
Elle est fondée sur le passamezzo antico, une basse obstinée (appelée ostinato en italien, ground en anglais) qui est une progression d'accords répétée obstinément d'un bout à l'autre d'une pièce instrumentale. Le passamezzo a été populaire pendant la Renaissance italienne et connu dans toute l'Europe au XVIe siècle, comme la Romanesca, très voisine.
Le Greensleeves est appelé Payssanos dans le codex de Santiago de Murcia (Mexico, c. 1730).
La chanson est traditionnellement chantée sur l'air suivant :
(code Parsons *uuuudddduuudrduudd)

## Paroles

### Originales
Version de 1584, rapportée par Francis James Child en 1860 (en anglais élisabéthain).
Alas, my love, ye do me wrong

To cast me off discurteously,

And I have loved you so long,

Delighting in your company.

(refrain)

Greensleeves was all my joy,

Greensleeves was my delight,

Greensleeves was my heart of gold.

And who but Ladie Greensleeves.

I have been ready at your hand

To grant what ever you would crave ;

I have both waged life and land,

Your love and good will for to have.

Greensleeves was all my joy, etc.

I bought thee kerchers to thy head

That were wrought fine and gallantly ;

I kept thee both at boord and bed,

Which cost my purse well favouredly.

Greensleeves was all my joie, etc.

I bought thee peticotes of the best,

The cloth so fine as fine might be ;

I gave thee jewels for thy chest,

And all this cost I spent on thee.

Greensleeves was all my joie, etc.

Thy smock of silke, both faire and white,

With gold embrodered gorgeously,

Thy peticote of sendall right,

And this I bought thee gladly.

Greensleeves was all my joie, etc.

Thy girdle of gold so red,

With pearles bedecked sumtuously,

The like no other lasses had,

And yet thou wouldest not love me.

Greensleeves was all my joie, etc.

Thy purse, and eke thy gay guilt knives,

Thy pincase, gallant to the eie,

No better wore the burgesse wives,

And yet thou wouldst not love me.

Greensleeves was all my joy, etc.

Thy crimson stockings, all of silk,

With golde all wrought above the knee,

Thy pumps, as white as was the milk,

And yet thou wouldst not love me.

Greensleeves was all my joy, etc.

Thy gown was of the grassie green,

Thy sleeves of satten hanging by,

Which made thee be our harvest queen,

And yet thou wouldst not love me.

Greensleeves was all my joie, etc.

Thy garters fringed with the golde,

And silver aglets hanging by,

Which made thee blithe for to beholde,

And yet thou wouldst not love me.

Greensleeves was all my joie, etc.

My gayest gelding I thee gave,

To ride where ever liked thee,

No ladie ever was so brave,

And yet thou wouldst not love me.

Greensleeves was all my joie, etc.

My men were clothed all in green,

And they did ever wait on thee ;

All this was gallant to be seen,

And yet thou wouldst not love me.

Greensleeves was all my joie, etc.

They set thee up, they took thee downe,

They served thee with humilitie ;

Thy foote might not once touch the ground,

And yet thou wouldst not love me.

Greensleeves was all my joie, etc.

For every morning, when thou rose,

I sent thee dainties, orderly,

To cheare thy stomack from all woes,

And yet thou wouldst not love me.

Greensleeves was all my joie, etc.

Thou couldst desire no earthly thing

But stil thou hadst it readily ;

Thy musicke still to play and sing,

And yet thou wouldst not love me.

Greensleeves was all my joie, etc.

And who did pay for all this geare,

That thou didst spend when pleased thee ?

Even I that am rejected here,

And thou disdainst to love me.

Greensleeves was all my joie, etc.

Wei, I wil pray to God on hie

That thou my constancie maist see,

And that yet once before I die

Thou will vouchsafe to love me.

Greensleeves was all my joie, etc.

Greensleeves, now farewel, adue !

God I pray to prosper thee,

For I am stil thy lover true ;

Come once againe, and love me !

Greensleeves was all my joie, etc.

### Traduction
Hélas, mon amour, vous me maltraitez,

À me rejeter de façon si discourtoise,

Moi qui vous aime depuis si longtemps,

Qui me délecte en votre compagnie.

Refrain :

Vertes-Manches était toute ma joie,

Vertes-Manches était mon bonheur,

Vertes-Manches était mon cœur d'or,

Qui d'autre que Dame Vertes-Manches ?

Je vous étais entièrement soumis

Pour réaliser le moindre de vos caprices.

J'ai gagé et ma vie et mes terres

Pour m'assurer votre amour et votre bienveillance.

Je t’ai offert fanchons pour ta tête,

Finement et élégamment ouvragés.

J’ai pourvu à ta table et à ta maison

Et ma bourse s'en est trouvée bien sollicitée.

Je t’ai acheté les meilleures robes,

D’un tissu si fin que plus fin ne se trouve.

Je t’ai donné des bijoux pour orner ton devantier,

Et tous ces dépens étaient pour toi.

Ta blouse de soie, et belle et blanche,

Superbement brodée d'or,

Ta jupe de riche soierie,

Tout cela je te l’ai acheté de bon cœur.

Ta ceinture d'un or si rouge,

Somptueusement couverte de perles,

Aucune autre fille n'a la même

Et pourtant tu n'as pas voulu m'aimer.

Ta bourse et aussi tes jolis couteaux dorés,

Ta boîte à épingles, si élégante à l'œil,

Les épouses des bourgeois n'en ont pas de meilleurs,

Et pourtant tu n’as pas voulu m'aimer.

Tes bas cramoisis, tout de soie,

Tout ouvragés d’or au-dessus du genou,

Tes escarpins, blancs comme lait,

Et pourtant tu n’as pas voulu m'aimer.

Ta robe était du vert de l'herbe,

Tes manches de satin y étaient accrochées,

Qui faisaient de toi notre reine des moissons,

Et pourtant tu n’as pas voulu m'aimer.
Tes jarretières frangées d’or,

D’où pendaient des aiguillettes d’argent,

Qui te donnaient l’air si joyeux,

Et pourtant tu n’as pas voulu m’aimer.

Je t’ai donné mon hongre le plus allant,

Pour chevaucher où bon te semblait,

Aucune dame ne fut jamais si pimpante

Et pourtant tu n’as pas voulu m’aimer.

Mes hommes étaient tout vêtus de vert,

Toujours à prendre soin de toi ;

Et c’était magnifique à voir,

Et pourtant tu n’as pas voulu m’aimer.

Ils te mettaient en selle, ils t’en faisaient descendre,

Ils te servaient avec humilité ;

Jamais ton pied ne touchait terre,

Et pourtant tu n’as pas voulu m’aimer.

Chaque matin à ton lever

Je t’envoyais des mets de choix, sans y faillir,

Pour garder ton estomac de tout mal,

Et pourtant tu n’as pas voulu m’aimer.

Tu ne pouvais désirer chose terrestre

Que tu ne l’eusses dans l’instant ;

Tes musiciens jouaient et chantaient constamment,

Et pourtant tu n'as pas voulu m'aimer.

Et qui paya pour tout ce train,

Que tu dépensas à ta guise ?

Me voici néanmoins ici rejeté,

Et tu as dédaigné de m’aimer.

Eh bien je vais me hâter de prier Dieu

Que tu remarques ma constance.

Et que malgré tout avant que je meure,

Tu daignes m’aimer.

Vertes-Manches, adieu maintenant ! Adieu !

Je prie Dieu qu’il te fasse prospérer,

Car je demeure ton fidèle amant,

Reviens-moi, et aime-moi !

## Interprétations notables
Cette chanson est reprise et adaptée par de nombreux interprètes, dont :

### Jazz
- 1958 : Ramsey Lewis Trio, album Down To Earth
- 1958 : Coleman Hawkins, album Soul
- 1959 : Paul Desmond, album First Place Again
- 1961 : The John Coltrane Quartet, album Africa/Brass.
- 1964 : Kenny Burrell, (Guitar Forms)
- 1965 : Vince Guaraldi Trio (A Charlie Brown Christmas)
- 1975 : George Shearing, My Ship
- 1978 : Isao Suzuki, String Band (featuring Isao Suzuki)
- 2008 : Bob James, featuring Hilary James

### Folk-rock
- 1960 : The Brothers Four en font un succès mondial dans une version folk
- 1965 : Marianne Faithfull, sur l'album Marianne Faithfull (en chanson bonus sur la version CD)
- 1968 : Jeff Beck, sur l'album Truth
- 1968 : Elvis Presley, sur l'album Almost In Love (sorti en 1969) sous le titre Stay Away
- 1974 : Leonard Cohen, sur l'album New Skin for the Old Ceremony (il rebaptise la chanson Leaving Green Sleeves)
- 1974 : Neil Young, en concert, sur le disque pirate Neil Young Solo, Bottom Live, NYC, 16/5/1974
- 1975 : Rainbow, sur l'album Ritchie Blackmore's Rainbow, et en 1977 sur l'album On Stage
- 1976 : Olivia Newton-John, album Come On Over (Olivia Newton-John album)
- 1991 : Loreena McKennitt sur l'album The Visit
- 1994 : Timo Tolkki (Stratovarius), sur l'album Classical Variations & Themes
- 1997 : Blackmore's Night, sur son premier album Shadow of the Moon.
- 2000 : Lynyrd Skynyrd, sur l'album Christmas Time Again
- 2002 : Alan Price dans son album Based On A True Story
- 2003 : Jethro Tull, sur l'album The Jethro Tull Christmas Album
- 2006 : The Caretaker : Memory 07 sur l'album Theoretically pure anterograde amnesia
- 2008 : McCoy Tyner dans l'album Guitars
- 2009 : Moriarty, pour la bande originale de La Véritable Histoire du chat botté
- 2012 : Steve Hackett, en ouverture de la chanson Dancing with the Moonlit Knight sur l'album Genesis Revisited II.
- 2014 : Katey Sagal & The Forest Rangers dans la série Sons of Anarchy
- 2016 : August Burns Red

### Folk
- Jean-Yves Lozac'h (Pedal Steel Guitar, Banjo), Album Banjo Paris Session[11] (volume 1, 1975: Pony/Musigrass P 001, puis Cezame 1005).
- David Nevue (piano), dans l'album Sweet Dreams & Starlight[12].
- La Primavera, dans l'album English Renaissance Music[13].

### Musique celtique
- Vers 1970, Eliane Pronost, version en langue bretonne, sous le titre Luskadenn (Berceuse), sur l'album Mélodies avec harpe et cantiques avec orgue, production Mouez Breiz
- 1979 : Eliane Pronost, version en langue bretonne, avec le quatuor vocal du Léon, sous le titre Luskadenn (Berceuse), sur l'album Musiques et chants du vieux monde, produit par la chorale de Saint-Mathieu, 29, Morlaix (France)
- 1995 : Jean-Luc Chevalier (membre du groupe Tri Yann), version instrumentale (guitare) sur CD Guitares Celtiques Editions Pluriel
- 2001 : Brobdingnagian Bards, sur l'album Songs of the Muse
- 2008 : Hélène Ségara, sur l'album Mon pays c'est la terre, chanson D'Ici
- 2010 : Nolwenn Leroy, sur l'album Bretonne
- 2011 : Eve McTelenn, sur l'album Lullaby & Butterfly
- 2013 : The Rogues, sur l'album Hellbound Sleigh
- 2020 : Fiddler's Green, sur l'album 3 Cheers For 30 Years

### Musique ancienne et classique

#### Œuvres
- 1730 : Santiago de Murcia, Codex no 4 (Mexico c. 1730) pour guitare baroque, Payssanos.
- 1907 : Ferruccio Busoni, Turandots Frauengemach (La chambre des dames de Turandot), in Elégies, BV 249, no 4 Intermezzo, 1907.
- 1911 : Gustav Holst l'utilise comme deuxième thème du Finale de sa Deuxième suite en Fa majeur pour orchestre militaire (1911), pour former un contraste mélodique avec le thème plus rythmique du « Dargason ». Ce mouvement sera transposé pour orchestre à cordes pour le finale de la Suite St Paul (1912).
- 1934 : Ralph Vaughan Williams : Fantasia on Greensleeves pour orchestre, créée en 1934, et une harmonisation pour chœur mixte (Adrian Boult (1971) EMI/Odeon Records ASD 2750)

#### Instrumental
- Jordi Savall (2001)
- Lily Laskine, (Harpe) (1982)
- Dimitri Bouclier, (2008)[14] (version accordéon arrangée par W. Semionov)

#### Vocal
- Aafje Heynis (1960)
- Alfred Deller, (Haute-contre)
- Les Petits Chanteurs à la Croix de Bois (1977) : Bébé Dieu (Noël Anglais)[15]
- The King's Singers (1989)
- Patricia Petibon (soprano colorature) : Nouveau Monde (2012)
- Marie-Des-Anges,  Quatuor GreenSleeves

### Pop
- Vanessa Carlton : une chanson non lancée[réf. nécessaire]
- Richard Anthony : Loin (« J'entends la mer et le vent chanter... »)
- Fernand Gignac : Au pays de l'espoir (chanson se trouvant sur son album de Noël)
- Forestella : Moonlight (dans l'album "The Beginning: World Tree", 2022)

### Musique francophone
- Jacques Brel : la mélodie d'Amsterdam, créée en 1964, s'inspire de l'air traditionnel de Greensleeves[16]
- Les Champions : la pièce Loin est une reprise de Greensleeves aux accents rock instrumental.

### Musiques électroniques
- Two Deejays featuring Medieval : Greensleeves (Cyber Music, 1997)
- Toby Marlow et Lucy Moss : Ex-Wives (passage de la comedie musical SIX (2017))

## Au cinéma
- 1962 : La Conquête de l'Ouest, d'Henry Hathaway, John Ford et George Marshall, avec John Wayne, interprétée par Debbie Reynolds sous le titre A Home in the Meadow.
- 1962 : Presque des anges, de Steve Previn (en).
- 1993 : Le Jardin secret, d'Agnieszka Holland.
- 2005 : Orgueil et Préjugés, de Joe Wright.
- 2010 : Un poison violent, de Katell Quillévéré, interprétée par Barbara Dane.
- 2014 : Naruto the Last, le film, de Tsuneo Kobayashi, prologue composé par The Royal Scots Dragoon Guards.
- 2015 : Jun, la voix du cœur, de Tatsuyuki Nagai.

Greensleeves était également le thème du téléroman québécois Le Survenant, entre 1954 et 1960.

## Jeux vidéo
On le retrouve dans certains jeux vidéo, dont la série King's Quest, Overlord (sorti en 2007) (L'Auberge du septième ciel dans La Ville du pic du paradis), The Settlers (Blue Byte - 1993), Anno 1602, Pilgrim, Heroes of Might and Magic II où on le retrouve dans le thème du château de la sorcière et plus anciennement dans Jimmy Business sorti en 1985 sur plate-forme Amstrad dont il est le thème principal, ainsi que dans The Apprentice l'année suivante sur le même ordinateur.

## Hommages
L'astéroïde (19631) Greensleeves, découvert en 1999, est nommé en l'honneur de la chanson.